# Dead Dynasty
Dead Dynasty (рус. Мёртвая династия) — творческое объединение, лейбл, основанный российским рэпером Глебом Голубиным, известным под сценическим псевдонимом Pharaoh.

## История
Dead Dynasty образовалась в 2013 году, когда Глеб Голубин (Pharaoh) с несколькими единомышленниками стали выпускать свои первые композиции. После создания Dead Dynasty в 2014, благодаря продвижению в интернете, к группировке присоединились музыканты из других городов России и Украины. Основной состав расположился в Москве, а остальные члены группы — в Санкт-Петербурге, Пензе, Воронеже, Вологде, Ставрополе, Краснодаре, Печоре, Одессе, Минске и Харькове.
В 2015 году, совместно с объединениями Dopeclvb и Sabbat Cult, а также отдельными артистами Boulevard Depo и Pkhat, Dead Dynasty стали основными представителями движения YungRussia, объединяющего представителей молодёжной хип-хоп-культуры.
В начале своей карьеры Pharaoh исполнял музыку в стиле витч-хауса, что сказалось и на звучании Dead Dynasty в начале существования движения. В дальнейшем, стремясь расширить круг своей аудитории, группа отказалась от элементов этого жанра. Тем не менее для Dead Dynasty остались характерными подростковый нигилизм, ощущение отчуждённости и агрессивной безысходности.
В первой половине 2015 года состоялся первый тур Dead Dynasty.
Феномен популярности формации объясняется умелым ретранслированием Tumblr-эстетики, а также особенностями текстов, похожих на записи в блоге или публичных сообществах в социальных сетях. Несмотря на обилие сленговых выражений, тематика Dead Dynasty не отличается от традиционных для коммерческого хип-хопа сюжетов о девушках, сексе и вечеринках, драг диллах.

## Состав
В официальный список Dead Dynasty на 2025 год, входят следующие исполнители: Pharaoh
В официальный список Dead Dynasty на 2025 год, входят следующие продюсеры: stereoRYZE, White Punk, BRYTE